# Pleiocraterium sumatranum
Pleiocraterium sumatranum är en måreväxtart som beskrevs av Cornelis Eliza Bertus Bremekamp. Pleiocraterium sumatranum ingår i släktet Pleiocraterium och familjen måreväxter. Inga underarter finns listade i Catalogue of Life.